# Hötensleben
Hötensleben est une commune d'Allemagne de l'arrondissement de la Börde en Saxe-Anhalt. Elle est membre de l'intercommunalité de la Haute-Aller. Depuis la Chute du Mur, les autorités allemandes y ont conservé quelques vestiges du Rideau de fer. 

## Géographie
Hötensleben est à 12 km environ au sud de Helmstedt, en lisière du parc naturel d'Elm-Lappwald.

### Quartiers et lieux-dits
La ville comprend les quartiers suivants :
- Barneberg
- Hötensleben
- Kauzleben
- Neubau
- Ohrsleben
- Wackersleben

## Histoire
Hötensleben est mentionné pour la première fois en 983 dans une nomenclature des terres de l'abbaye de Werden, sous le toponyme Holeinaslofu ou Hokinasluvu. Mais la date n'est écrite dans ce document manuscrit qu'au XVIe siècle, et c'est pourquoi on ne peut pas considérer cette source fiable. 
Le nom est clairement cité dans les Regesta Archiepiscopatus Magdeburgiensis à la date du 10 janvier 1016. Elle cite une donation de l'évêque Meinwerk de Paderborn, héritier de la comtesse Adela (ou Athela), épouse du comte Balderich, à l’empereur Henri II.
Le village et son château-fort changent souvent de maître, qu'ils soient ecclésiastiques ou temporels. Le 21 avril 1549, Hans le Riche et son frère Jobst deviennent les nouveaux châtelains. Hans von Bartensleben inaugure en 1580 l’hospice de Wolfsburg, édifice reconstruit au XVIIe siècle qui est aujourd'hui l'hôtel de ville. Une plaque commémorative, au-dessus de la porte principale, rappelle le nom du fondateur. Avec l'incorporation au Royaume de Prusse et la réorganisation des arrondissements du 1er juillet 1816, Hötensleben est rattachée à l’arrondissement de Neuhaldensleben dans le district de Magdebourg.

### Intercommunalités
Ohrsleben appartient depuis le 1er janvier 2005 à l'intercommunalité de la Haute-Aller. Barneberg a suivi le 1er janvier 2010, Wackersleben le lendemain.

### Démographie
| Année \| Habitants1 |      |
| ------------------- | ---- |
| 2003                | 2481 |
| 2004                | 2402 |
| 2005                | 2691 |
| 2006                | 2650 |
| 2007                | 2613 |
| 2008                | 2554 |

1Population au 31 décembre.

(Sources : Office statistique de Saxe-Anhalt)

## Politique
Le bourgmestre est Dieter Buchwald, élu puis réélu depuis le 12 juin 1994. Les armoiries de la ville furent enregistrées le 30 mai 1991 par le présidium de Magdebourg. Elles se blasonnent ainsi : « Roter Schild, belegt mit schräg-linker, silberner Hellebarde. » La ville est jumelée avec Erbrée, en France.

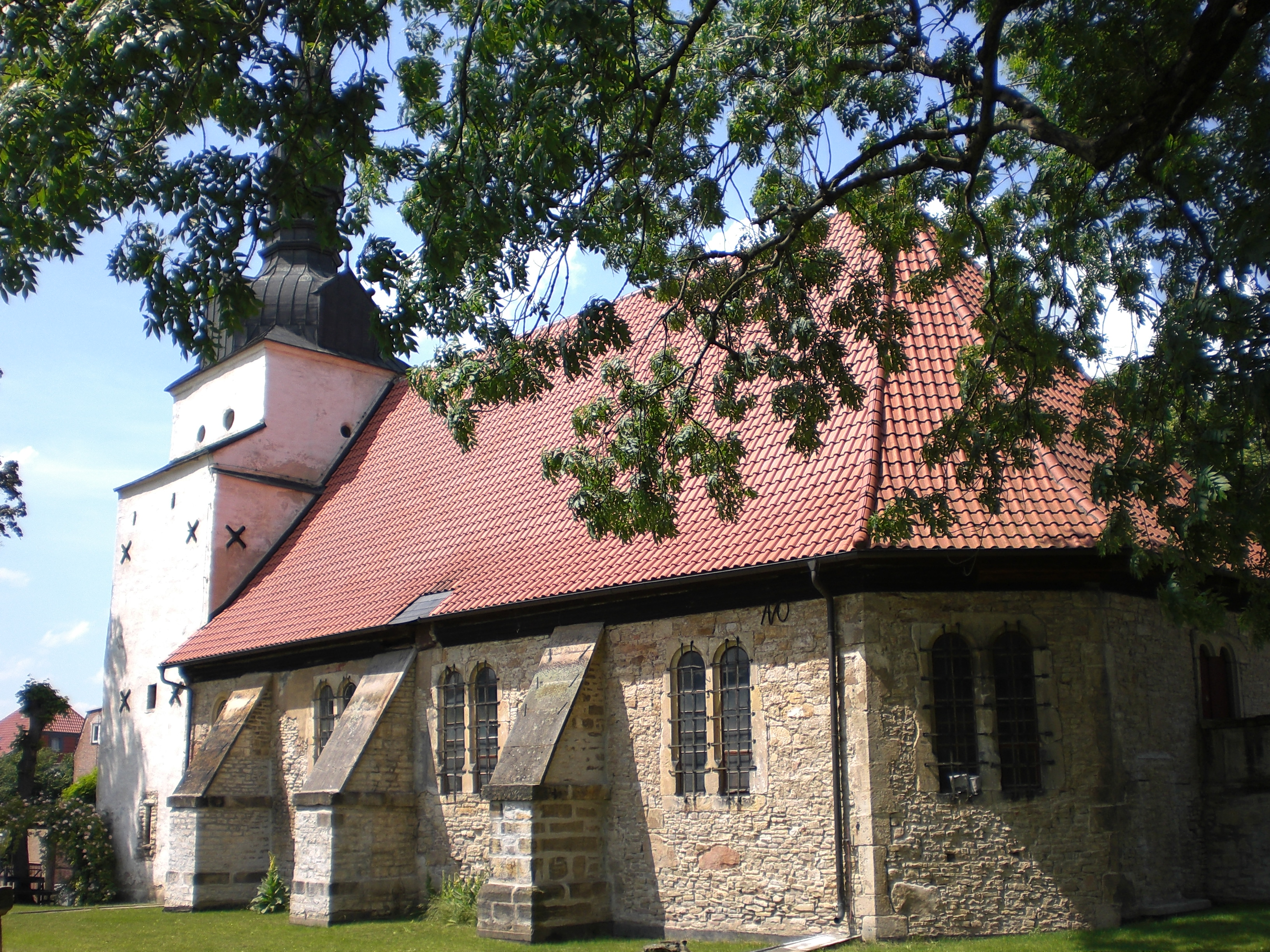
L’église Saint-Barthélemy.

## Curiosités touristiques
- L'hôtel de ville, un édifice baroque, abritait naguère l’hospice de Wolfsburg, un internat.
- Les fondations de l’église évangélique Saint-Barthélemy remontent sans doute au XIIe siècle. Il ne subsiste de cette époque qu'une table-autel romane en pierre et une partie du clocher. Selon des sources d'époque, l'église n'était plus qu'un monceau de ruines à la fin de la guerre de Trente Ans. Elle est reconstruite entre 1672 et 1691 grâce au mécénat des landgraves de Hesse-Homburg. C'est de cette époque que date la décoration intérieure baroque.
- L’église catholique Saint-Joseph-et-Saint-Augustin est beaucoup plus récente : elle fut construite en 1890-91. C'est un édifice en briques rouges de style néo-roman. Elle a été consacrée le 21 octobre 1891 par l'évêque Augustinus Gockel de Paderborn.
- Église Saint-Étienne

### Les miradors du Rideau de Fer

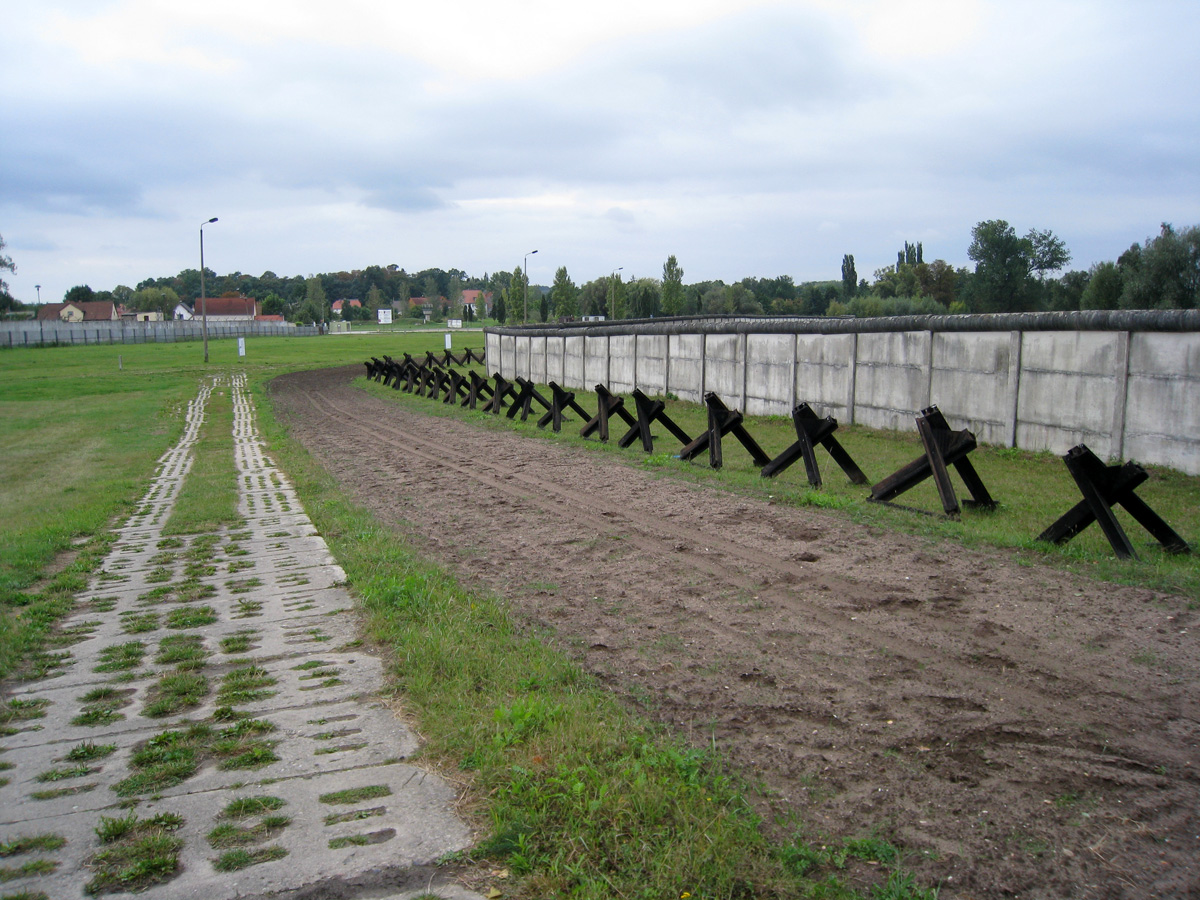
Vestiges du rideau de fer, avec ses chevaux de frise.

Hötensleben possède les derniers vestiges de la Frontière intérieure allemande, qui divisait l'Allemagne en une République fédérale d'Allemagne et une République démocratique allemande. Sur une distance de 350 m et une superficie d'environ 6,5 ha, on peut voir une portion du mur de démarcation, des barbelés jadis électrifiés, le glacis de la zone de tir à vue éclairé par des projecteurs (Lichttrasse), l'alignement des miradors, les chevaux de frise, et la tour de commandement encore intacte. Le 12 janvier 1990, ces vestiges du rideau de Fer sont classés à titre patrimonial.

## Économie et infrastructures
À l'est, il y a 4 km environ jusqu'à l'embranchement de la route fédérale 245 à Barneberg, qui relie Halberstadt à Haldensleben. De là, la route fédérale 245a mène à Helmstedt.

## Personnalités
- Mohammed Aman Hobohm (né le 22 octobre 1926), diplomate et président en exercice du conseil central des Musulmans en Allemagne (ZMD)
- Annelie Ehrhardt (née le 18 juin 1950 à Ohrsleben), athlète et championne olympique

## Source
- (de) Cet article est partiellement ou en totalité issu de l’article de Wikipédia en allemand intitulé « Hötensleben » (voir la liste des auteurs).